# Assia Dagher
Assia Dagher (en arabe : آسيا داغر), née Almaza Dagher (en arabe : ألماظة داغر) le 6 mars 1908 à Tannourine (Empire ottoman) et morte le 12 janvier 1986 au Caire, est une actrice et productrice de films libano-égyptienne. 
Elle est une des pionnières du cinéma égyptien.

## Biographie
Elle est née à Tannourine dans le vilayet de Beyrouth de l'Empire ottoman, le 6 mars 1908. Elle déménage au Caire avec sa sœur Marie, et de sa nièce Mary Queeny en 1919, après l'occupation française de la Syrie et du Liban. 
En 1926, elle est une des figurantes dans un des premiers longs-métrages égyptiens du cinéma muet, Laila, dirigé par Wadad Orfi et produit par Aziza Amir. Elle enchaîne ensuite les films, interprétant le rôle principal féminin dans une vingtaine de longs métrages. Dès 1929, elle est aussi productrice de cinéma, produisant cette année-là Ghadat el Sahara [La belle du désert] réalisé par le même Wadad Orfi qui avait réalisé Laila. Elle joue dans ce film ainsi que sa nièce Mary Queeny. Elle constitue également la première société de production cinématographique, Lotus Film,, produisant une bonne partie des films dans lesquels elle joue et n'hésitant pas à prendre des risques avec un film de science-fiction, Uyun sahira en 1934, et un film historique, Chagarat al-dorr en 1935. Elle donne leurs chances, non seulement à sa nièce Mary Queeny, mais aussi à un réalisateur comme Ahmad Galal, et offre de grands rôles à Faten Hamama. 
Elle obtient la nationalité égyptienne en 1933. Même si elle n'est plus interprète dans les années 1950 et 1960, elle continue d'être une productrice de cinéma, avec Saa la kalbak [Joie des cœurs] en 1952, mais surtout Ruda Kalbi, premier film égyptien en couleur et en CinemaScope.
Elle devient au début des années 1960 la productrice d'un film historique devenu un classique et sur lequel est consacré le plus gros budget à l'époque pour un film égyptien, al-Nasir Salad al-Di [Saladin].
Elle obtient pour ce film une aide du fonds cinématographique du gouvernement nassérien. Il devait être réalisé par Ezzeddine Zoulfoqar, mais celui-ci, malade, doit renoncer et conseille à Assia Dagher le nom de Youssef Chahine. C'est le premier contrat qu'elle signe avec Chahine,,. En 1968, elle produit encore un film de Tawfiq Saleh, Yawmiyyât Nâ'ib fil-Ariâf (Le  journal d'un substitut de campagne).

## Filmographie comme actrice (extrait) et en partie comme productrice
- Laila (ليلى), 1927
- La belle du désert (غادة الصحراء), 1929)
- Les remords (Wakhz el damir, وخز الضمير), 1932)
- Yeux ensorceleurs (Uyun sahira, عيون ساحرة), 1934)
- La reine Chajar al Dorr (Chagarat al-dorr, شجرة الدر), 1935)
- Le billet de banque (Banknote, بنكنوت), 1936)
- Épouse par procuration (Zawja bil nayaba, زوجة بالنيابة), 1937)
- La fille de Monsieur le Directeur (Bint el-bacha el-moudir, بنت الباشا المدير), 1938)
- Cherchez la femme (Fattich an el-mar'a, ابحث عن المرأة), 1939)
- Zelekha aime Achour (Zelekha tuhib Achur, زليخة تحب عاشور), 1939)
- Jeune fille en révolte (Fatat mutamarrida, فتاة متمردة), 1940)
- Le cinquième prétendant (El-arris el-khamis, العريس الخامس), 1941)
- Une femme dangereuse (Imra'a khatira, إمرأة خطيرة), 1941)
- Le vagabond (El-charid, الشريد), 1942)
- L'accusée (El-muttahama, المتهمة), 1942)
- Si j'étais riche (Law kunt ghani, لو كنت غني), 1942)
- Quelle folie ! (Imma guinan, اما جنان), 1944)
- Le cœur a ses raisons (El-qalb louh wahid, القلب له واحد), 1945)
- Ce fut le crime de mon père (Haza ganahu abi, هذا جناه أبي), 1945)
- La dame (El-hanim, الهانم), 1946)

## Filmographie comme productrice uniquement  (extrait)
- El ikab (1948)
- Saa la kalbak (1952)
- Joie des cœurs
- Ruda Kalbi (1957)
- al-Nasir Salad al-Di (1963)
- Saladin
- Yawmiyyât Nâ'ib fil-Ariâf (1968)  Le journal d'un substitut de campagne